# 육문중학교
육문중학교(毓文中學校)는 만주에 있는 중국인학교다. 김일성이 다닌 학교로 북한에서는 혁명사적지로 선전한다. 
육문중학교는 김일성이 유년시절인 1920년대 후반 재학한 학교이다. 김일성은 칠곡 창덕소학교, 만주 푸쑹소학교를 졸업했고, 중국 길림의 화성의숙을 거쳐 육문중학교에 들어갔다. 어머니 강반석은 죽은 김형직 친구들의 도움을 얻어 김일성(김성주)을 1927년 봄 길림(吉林)에 소재한 중국인학교 육문중학교(毓文中學校)에 입학시켰다. 육문중학교에 다니는 동안 김일성은 길림 북한교회(목사: 손정도, 전 국방장관 손원일 부친) 소속 소년회에 가입했고, 얼마 안 되어 그 소년회의 회장이 되었다. 그러나 김성주는 육문중학교도 오래 다니지 못했다.
북한에서는 육문중학교를 혁명사적지로 선전하고 있다. 도서관은 완전히 기념관으로 꾸며 놓았다. 방이 네 개 있는데 하나는 김일성이 도서관 서기로 일하던 교실 기념관이고 다른 두 개는 북한에서 육문중학교에 보낸 선물을 모아놓은 선물 기념관과 접견실이었다. 도서관 기념실에는 옛날 책상이 놓여 있으며 동으로 만든 김일성 소년시절의 상반신 조각상이 놓여 있고 그 뒤 벽에는 소년시절의 사진이 걸려 있다. 그리고 제일 앞에 있는 책상에는 김일성이 서기로 일하던 책상이라는 푯말과 함께 꽃바구니가 놓여 있다. 그리고 작은 유리함에는 육문이라는 글씨가 선명한 학교 배지와 교복단추가 놓여 있었다. 당시에 사용하던 것으로 보인다.
김일성은 “내가 길림에 와서 육문중학교에서 3년 동안이나 공부할 수 있었던 것은 손정도와 같은 아버지 친구들의 도움을 많이 받았기 때문이었다”고 말했다. 김일성은 “손정도 목사가 우리가 요구하는 것이면 무엇이건 다 해결해 주고 우리의 혁명활동을 충심으로부터 지지해 줬기 때문에 나는 그를 친아버지처럼 존경했다”고 했다. 김일성은 특히 중국 관헌에 체포돼 길림감옥에 갇혔을 때 큰 도움을 받았다. 손정도 가족들이 뒷바라지를 해 줬고 중국 군벌에 손을 써서 조기에 풀려나게 했다. 김일성은 회고록에서 “민족을 위해 헌신한 애국자, 생명의 은인” 등으로 손정도에게 깊은 감사의 마음을 나타냈다.
손정도 목사는 김일성의 부친 김형직(金亨稷, 1894 ~ 1926)의 친구였고 김형직이 죽을 때 손정도를 찾아 의지하라고 유언했다 한다. 김일성은 손정도를 찾아 많은 도움을 받았고, 김일성과 손정도의 호의적인 관계는 그 자식들까지 이어졌다. 손정도의 차남 손원태는 미국으로 건너가 병리학자가 됐는데, 1991년 북한 초청으로 방북해 김일성에게 환대를 받았다. 2005년 손원태 박사는 북한 애국열사릉에 안장됐다. 큰아들 손원일은 대한민국 해군 창설의 주역으로 국립현충원에 묻혀 있다. 대한 YMCA 연합회 회장을 지낸 차녀 손인실씨는 이화여대 부총장과 한국재활재단 이사장을 지낸 문병기의 부인이다.

## 같이 보기
- 중국 교육의 역사
- 평양외국인학교